# 維特巴赫河
49°46′5.14″N 9°32′23.03″E / 49.7680944°N 9.5397306°E

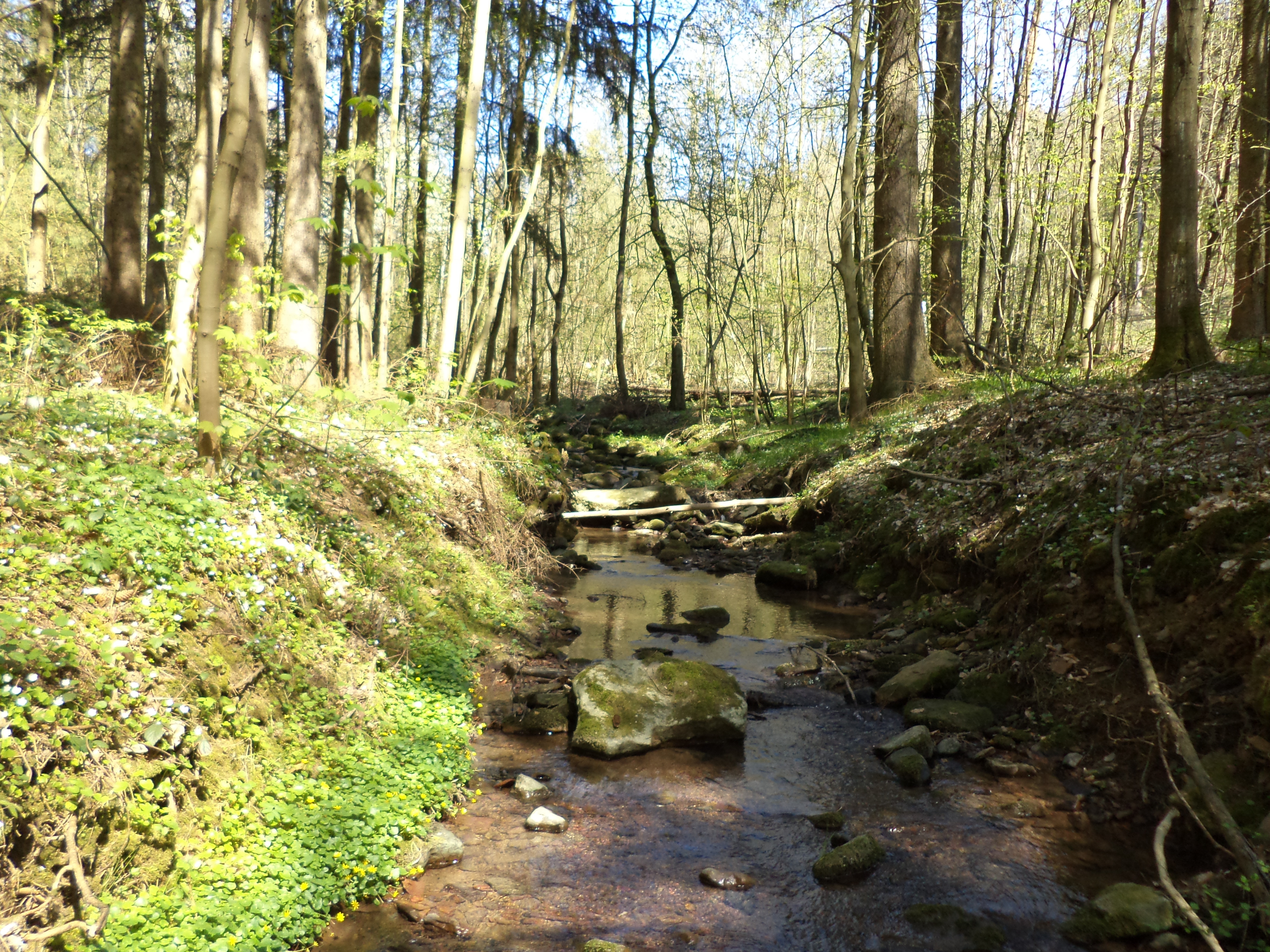

維特巴赫河（德語：Wittbach），是德國的河流，位於該國東南部，由巴伐利亞負責管轄，屬於美因河的右支流，河道全長7.9公里，流域面積10.3平方公里。